# Poko (Jambon)
Poko is een bestuurslaag in het regentschap Ponorogo van de provincie Oost-Java, Indonesië. Poko telt 1942 inwoners (volkstelling 2010).